# Crédit agricole Consumer Finance
 (février 2018).
Crédit Agricole Personal Finance & Mobility (CAPFM) est une entreprise française de crédit à la consommation, filiale de Crédit Agricole S.A et opérant dans 17 pays européens ainsi qu’en Chine et au Maroc. La société est dirigée par Stéphane Priami, son directeur général.

## Activité

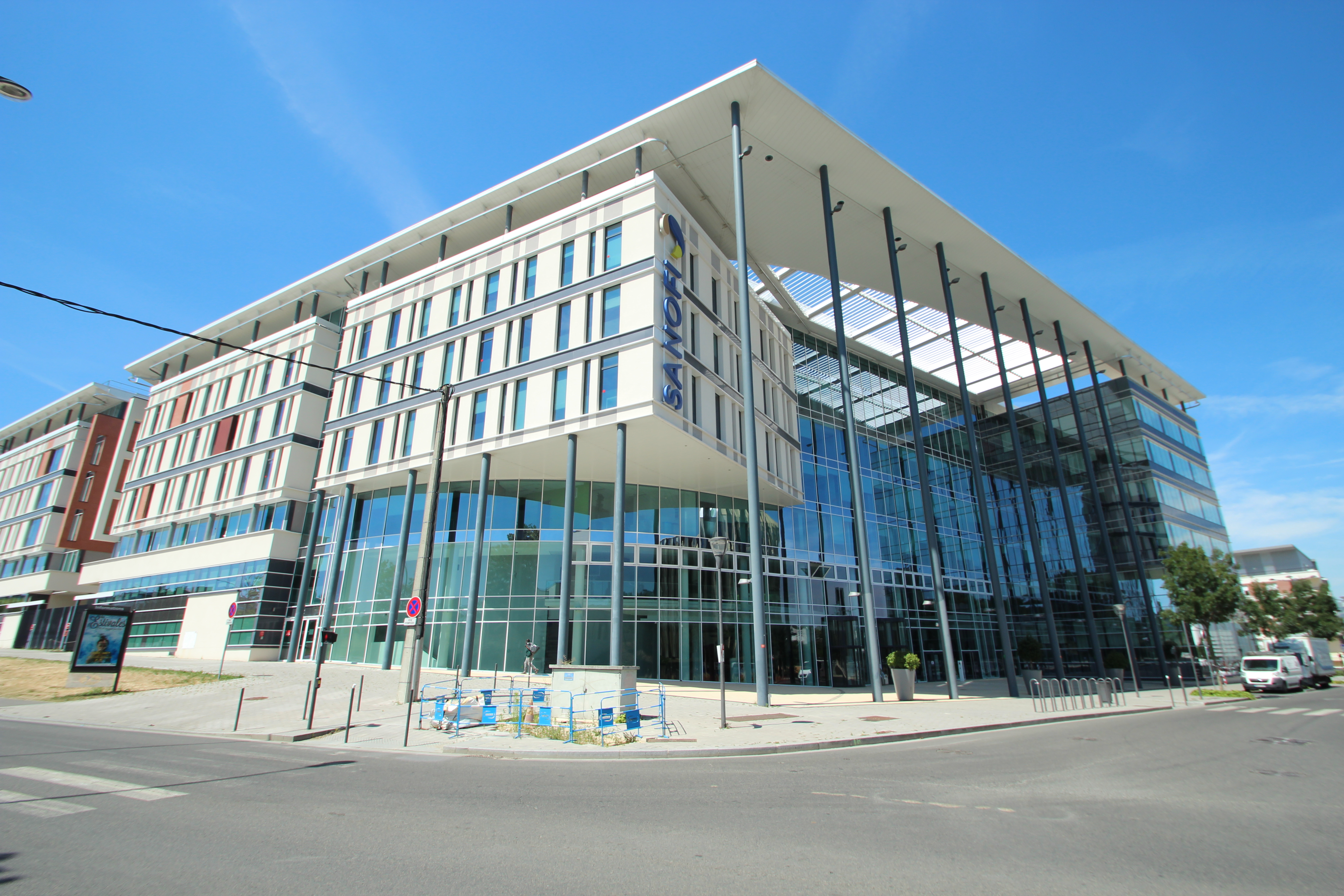
L'immeuble Gaia, anciennement occupé par Sanofi, est le siège actuel du CA CF.

Crédit Agricole Personal Finance & Mobility commercialise des prestations dans différents secteurs tels que les réseaux bancaires, l’automobile ou la distribution spécialisée.

### Partenariats commerciaux

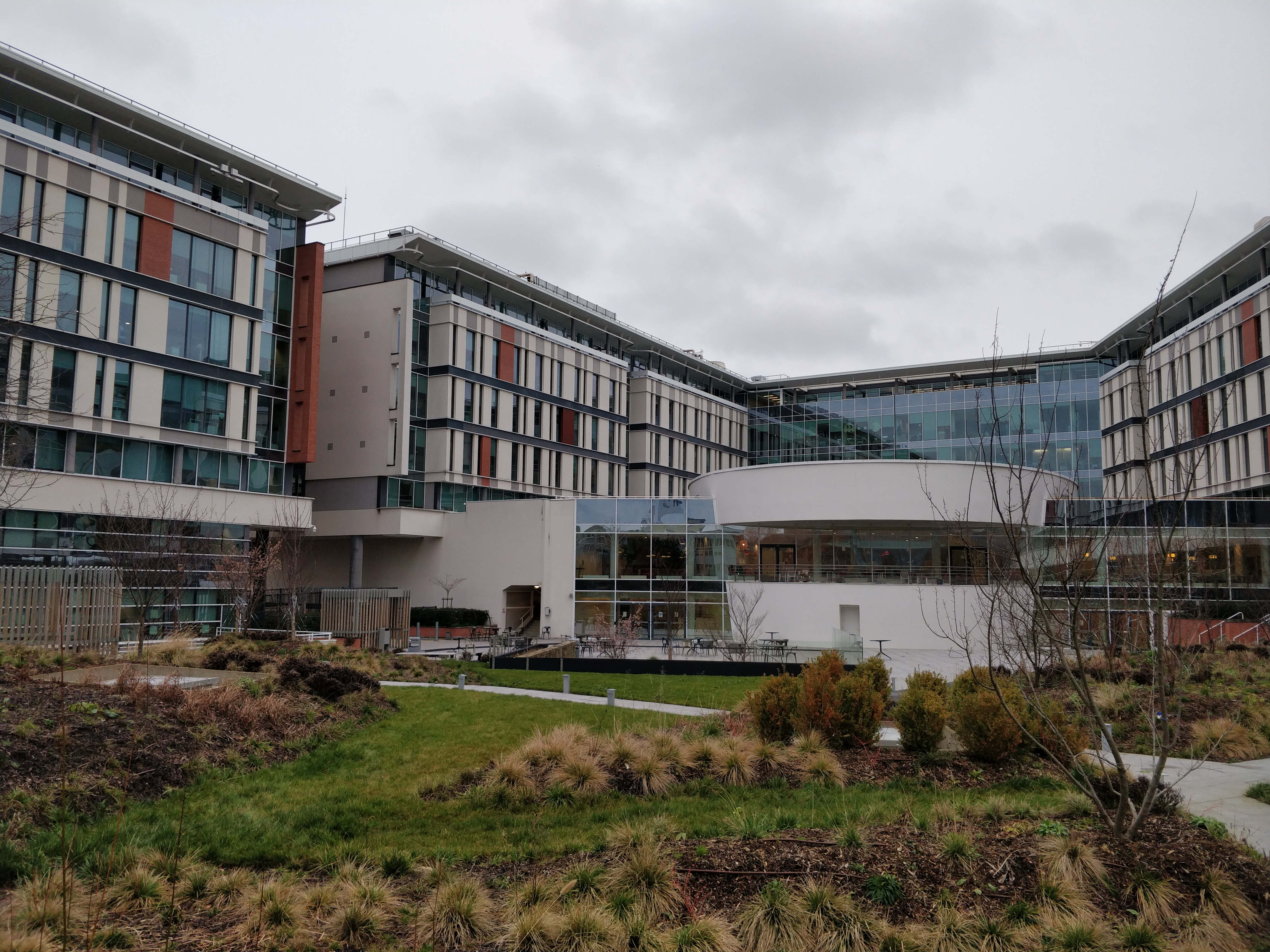
Le siège du Crédit Agricole Personal Finance & Mobility vu depuis les jardins intérieurs.

#### Réseaux bancaires du groupe Crédit Agricole
Crédit Agricole Personal Finance & Mobility a établi des partenariats avec des réseaux bancaires du groupe Crédit Agricole.

#### Partenariats automobiles
Crédit Agricole Personal Finance & Mobility a conclu des partenariats avec Fiat Chrysler Automobiles (FCA Bank) et le constructeur chinois Guangzhou Automobile (GAC-Sofinco[source insuffisante]); des partenariats avec Mazda, Honda Moto ou encore Piaggio[source insuffisante]; son réseau à travers sa marque Viaxel. En 2016, le financement automobile représentait 40 % du total de ses encours.

#### Les filiales et coentreprises de Crédit Agricole Personal Finance & Mobility
- Agos-Ducato est une coentreprise détenue à 61 % par Crédit Agricole Personal Finance & Mobility et à 39 % par Banco BPM[10].
- Credibom est une société de crédit à la consommation au Portugal.
- Crédit Agricole Personal Finance & Mobility France : Crédit Agricole Personal Finance & Mobility France a été créé à la suite de la fusion de Sofinco et Finaref, le 1 avril 2010[11].
- Crédit Agricole Personal Finance & Mobility Nederland : Crédit Agricole Personal Finance & Mobility Nederland opère sur le marché du crédit à la consommation aux Pays-Bas en comptant trois circuits de distribution que sont le courtage (via la marque Interbank), les partenariats et la vente directe sous la marque Findio[12].
- Creditplus Bank : Creditplus Bank est un établissement de crédit allemand.
- FCA Bank : FCA Bank, anciennement appelé FGA Capital, est une coentreprise détenue à 50/50 avec Fiat Chrysler Automobiles. La société vend ses prestations sur l’ensemble des opérations de financement des concessionnaires et des clients des marques Fiat, Lancia, Alfa Roméo, Chrysler et Jeep.
- GAC-Sofinco est une coentreprise détenue à 50/50 avec Guangzhou Automobile Corporation (GAC), un fabricant automobile chinois.
- Wafasalaf : Wafasalaf est une coentreprise entre Crédit Agricole Personal Finance & Mobility (49 %) et Attijariwafa Bank (51 %)[13]. Wafasalaf dispose d’une présence sur l’ensemble des segments de marché (équipement de la maison, automobile et deux roues, partenariats bancaires)[14].
- SoYou : Le 28 mai 2018, CA Consumer Finance et Bankia, quatrième banque espagnole, ont signé un accord en vue de créer une société commune dans le domaine du crédit à la consommation en Espagne. CA Consumer Finance détient 51% du capital de cette nouvelle entité, et Bankia, 49%[15].

En matière de prestations de financement direct, l’entreprise distribue la marque Sofinco. Elle est en partenariat avec des enseignes de la distribution spécialisée telles que Fnac/Darty, La Redoute, Printemps, etc.
Sur le marché du financement automobile, Crédit Agricole Personal Finance & Mobility France distribue la marque Viaxel.
CA Consumer Finance est implantée sur le marché du courtage à travers sa marque CréditLift Courtage.